# Barra

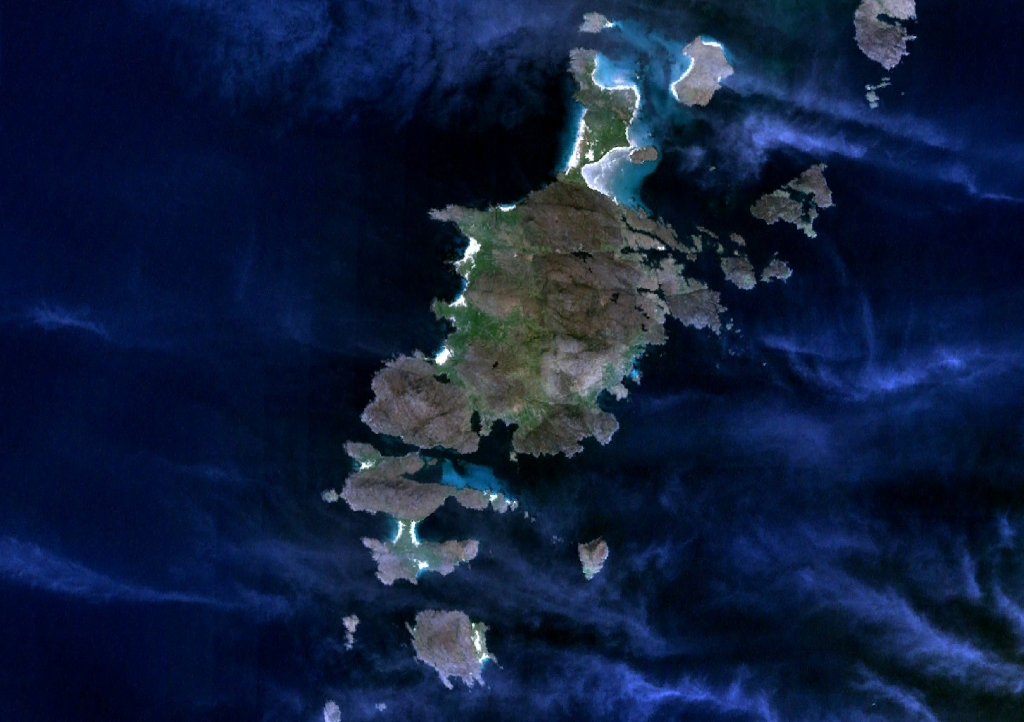
Satellitbild av Barra

Barras flagga

Barra (skotsk gaeliska Eilean Bharraigh) är en ö i Yttre Hebriderna i Skottland. Vid folkräkningen 2011 hade Barra 1 174 invånare. Den största orten på Barra är Castlebay. Ön är bland annat känd för att författaren Compton Mackenzie bodde där en stor del av sitt liv, och är begraven där.

## Näringar
The Hebridean Toffee Factory i Castlebay är en av få lokala tillverkare på Barra och de har ett kombinerat kafé och försäljningsställe nere i hamnen i Castlebay där man även säljer handgjorda smycken.
Fiskfabriken Barratlantic i Northbay är en av öns största inkomstkällor. Fåruppfödning är också vanligt; fåren hålls inte inhägnade utan springer fritt över hela ön.
Turism utgör en annan stor inkomstkälla för Barras invånare. Turistsäsongen är mycket kort på grund av vädret och sträcker sig huvudsakligen från slutet av maj till början av september och som besökare är det lätt att hitta rum då många familjer driver bed and breakfast i sina hem under sommaren. Flest besökare brukar man räkna in under Fèis Bharraigh & BarraFest i juli.
Under sommaren finns det möjlighet till båtturer till de sydligaste obebodda öarna och det går dagligen turer ut till Kisimul Castle, det medeltida slottet som ligger på en liten ö i Castlebays hamninlopp. 

## Fotnoter
1. ↑  McDonald, R. Andrew (1997). The Kingdom of the Isles: Scotland's Western Seaboard c.1100-c.1336.. East Linton, East Lothian, Scotland: Tuckwell Press. sid. 236–237. ISBN 1-898-41085-2